# 2003 (numero)
Duemilatré (2003) è il numero naturale dopo il 2002 e prima del 2004.

## Proprietà matematiche
- È un numero dispari.
- È un numero primo.
  - È un numero primo di Chen.
  - È un numero primo di Sophie Germain.
- È un numero difettivo.
- È un numero nontotiente in quanto dispari e diverso da 1.
- È un numero felice.
- È un numero palindromo e un numero ondulante nel sistema posizionale a base 15 (8D8).
- È un numero intero privo di quadrati.
- È un numero malvagio.
- È parte della terna pitagorica (2003, 2006004, 2006005).

## Astronomia
- 2003 Harding è un asteroide della fascia principale del sistema solare.

## Astronautica
- Cosmos 2003 è un satellite artificiale russo.